# Naomi Nishida
Naomi Nishida (西田尚美?, Nishida Naomi; Fukuyama, 16 febbraio 1972) è un'attrice, modella e doppiatrice giapponese.
Ha iniziato la sua carriera nel mondo dello spettacolo come modella, poi a partire dai primi anni '90 si è sempre più fatta distinguere in ruoli di rilievo in molte pellicole cinematografiche e dorama di successo.
Sposatasi con un designer di scarpe nel 2005, ha dato alla luce una bambina tre anni dopo.

## Filmografia
- Tonbi (film) (NHK, 2012)
- IS - Otoko demo onna demo nai sei (TV Tokyo, 2011)
- Kurumi no Heya (NHK, 2011)
- Q10 (NTV, 2010)
- Rikon Doukyo (NHK, 2010)
- Gyne (NTV, 2009)
- Ninkyo Helper (Fuji TV, 2009, ep7)
- Code Blue SP (Fuji TV, 2009)
- Yamada Tarō monogatari (TBS, 2007)
- Kaette Kita Jikou Keisatsu (TV Asahi, 2007, ep6)
- Fuurin Kazan (NHK, 2007)
- Hotelier (TV Asahi, 2007)
- Ruri no Shima SP (NTV, 2007)
- CA to Oyobi (NTV, 2006)
- Byakuyakō (TBS, 2006)
- Joō no kyōshitsu SP2 (NTV, 2005)
- Koi no Jikan (TBS, 2005)
- Ruri no shima (NTV, 2005)
- Gekidan Engimono Beautiful Sunday - Chihiro (Fuji TV, 2005)
- Fuufu (TBS, 2004)
- Shiroi Kyoto (Fuji TV, 2003)
- Stand Up!! (TBS, 2003)
- Water Boys (Fuji TV, 2003, ep1)
- Shin Yonigeya Honpo (NTV, 2003, ep4)
- Home & Away (Fuji TV, 2002)
- Wedding Planner (Fuji TV, 2002)
- Sayonara, Ozu Sensei (Fuji TV, 2001)
- Love Complex (Fuji TV, 2000)
- Bokutachi no Long Vacation (NHK, 2000)
- Majo no Jouken (TBS, 1999)
- Over Time (Fuji TV, 1999)
- Sekai de Ichiban Papa ga Suki (Fuji TV, 1998)
- Age 35 Koishikute (Fuji TV, 1996)
- Itsuka Mata Aeru (Fuji TV, 1995)
- Imoto Yo (Fuji TV, 1994)
- Deatta Koro no Kimi de Ite (NTV, 1994)

### Cinema
- 2013: Hidamari no kanojo
- 2011: Ashita no Joe (film)
- 2007: Mirai Yosouzu
- 2007: Little DJ: Chiisana Koi no Monogatari
- 2007: The Longest Night In Shanghai
- 2007: Un'estate con Coo (Kappa no Coo to Natsuyasumi)
- 2006: Honey and Clover (film)
- 2006: Chanko
- 2006: Forbidden Siren (film)
- 2006: Tenshi
- 2005: Tetsujin 28
- 2005: Aishiteyo
- 2005: 8-gatsu no Christmas
- 2005: Densha Otoko - film
- 2004: Swing Girls
- 2003: Hana
- 2003: Tsuribaka nisshi 14
- 2003: Pretty Woman
- 2003: Lover's Kiss
- 2003: Hotel Hibiscus
- 2003: 13 Kaidan
- 2002: Out (film)
- 2001: The Happiness of the Katakuris] (Katakuri-ke no Kofuku)
- 1999: Gojira 2000 - Millennium
- 1999: L'amore di Nabbie